# 밥 밀러 (네바다 정치인)
로버트 조셉 밀러(Robert Joseph Miller, 1945년 3월 30일 ~ )는 미국의 정치인이자, 제29대 네바다 부지사와 제26대 네바다 주지사를 역임하였다.

## 학력
- 샌타클래라 대학교 인문사회 학사
- 로욜라 메리마운트 대학교 법무박사

## 경력
- 1979.01 ~ 1986.12 제19대 클라크 카운티 지방검사
- 1987.01 ~ 1989.01 제29대 네바다 부지사
- 1989.01 ~ 1999.01 제26대 네바다 주지사
- 1996.07 ~ 1997.07 전국 주지사 연합 의장

## 역대 선거 결과
| 선거명      | 직책명                 | 대수 | 정당   | 득표율  | 득표수    | 결과 | 당락                               |
| ----------- | ---------------------- | ---- | ------ | ------- | --------- | ---- | ---------------------------------- |
| 1978년 선거 | 클라크 카운티 지방검사 | 19대 | 민주당 | 62.94%  | 57,771표  | 1위  | 네바다 클라크 카운티 지방검사 당선 |
| 1982년 선거 | 클라크 카운티 지방검사 | 19대 | 민주당 | 100.00% | 102,968표 | 1위  | 네바다 클라크 카운티 지방검사 당선 |
| 1986년 선거 | 네바다 부지사          | 29대 | 민주당 | 53.60%  | 139,299표 | 1위  | 네바다 부지사 당선                 |
| 1990년 선거 | 네바다 주지사          | 26대 | 민주당 | 64.81%  | 207,878표 | 1위  | 네바다 주지사 당선                 |
| 1994년 선거 | 네바다 주지사          | 26대 | 민주당 | 52.68%  | 200,026표 | 1위  | 네바다 주지사 당선                 |